# Ziegelleitenbach
Der Ziegelleitenbach ist ein linker Zufluss des Erlbachs bei Haundorf im mittelfränkischen Landkreis Weißenburg-Gunzenhausen. Er ist mit rund 3,7 Kilometern Länge der längste Zufluss des Erlbachs.

## Verlauf
Der Ziegelleitenbach entspringt auf einer Höhe von 476 m ü. NN zwischen Haundorf im Süden und Oberhöhberg im Norden nahe der Europäischen Hauptwasserscheide und unweit der Kreisstraße WUG 23 inmitten des Haundorfer Waldes, umrahmt von Hügeln des Spalter Hügellandes. Er nimmt mehrere kleine, namenlose Bachläufe auf, die aus den Hängen der umliegenden Berge, etwa dem Haubenberg, dem Höhberg oder dem Mittelberg, stammen. Der Ziegelleitenbach mündet auf einer Höhe von 406 m ü. NN zwischen Neuhof und dem südlichsten Siedlungsblock von Obererlbach von links in den Erlbach.